# 迪萊爾·斯圖爾特

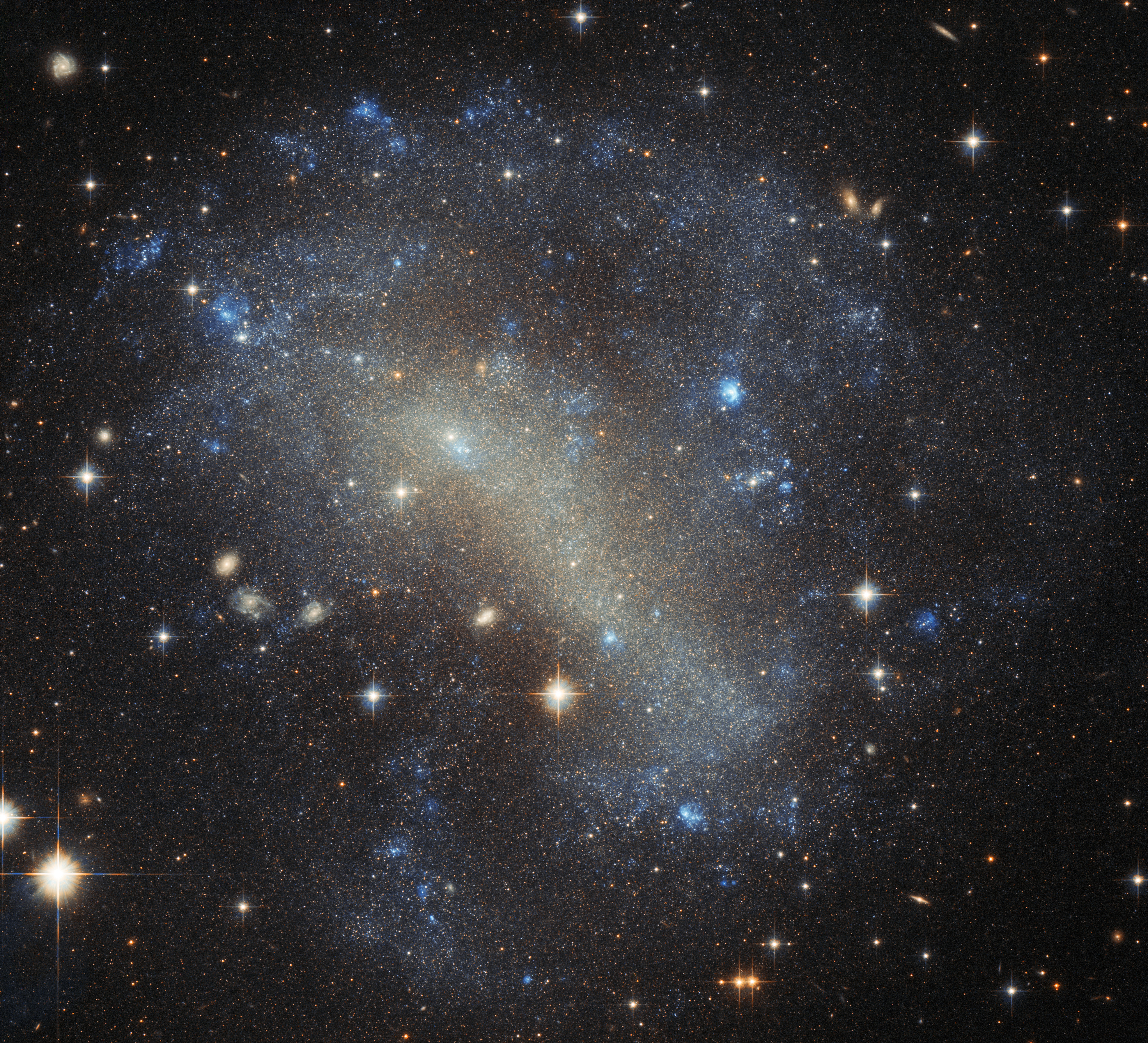
由天文學家迪萊爾·斯圖爾特於1900年發現，並由NASA/ESA Hubble太空望遠鏡所拍攝的IC 4710。

| 475 Ocllo | 1901年8月14日 |

迪萊爾·斯圖爾特（英語：DeLisle Stewart，1870年3月16日—1941年2月2日） 是一名美國天文學家。
1896年，他成為哈佛大學天文台的職員。1898年至1901年，他在該天文台位於秘魯阿雷基帕的工作站工作，在那裡他拍攝了威廉·亨利·皮克林用來發現土衛九的照相底片。他在南半球的天空中發現了許多新的星雲。
之後他在辛辛那提天文台工作至1910年，並成立了辛辛那提天文學會。
他發現了小行星475。

## 外部連結
- Brief obituary